# 1054
| 1054               |
| ------------------ |
| Dødsfald - Fødsler |
| • Begivenheder     |

| Gregoriansk kalender | 1054 MLIV               |
| Ab urbe condita      | 1807                    |
| Armensk kalender     | 503 ԹՎ ՇԳ               |
| Kinesiske kalender   | 3750 – 3751 癸巳 – 甲午 |
| Etiopisk kalender    | 1046 – 1047             |
| Jødisk kalender      | 4814 – 4815             |
| Hindukalendere       |                         |
| - Vikram Samvat      | 1109 – 1110             |
| - Shaka Samvat       | 976 – 977               |
| - Kali Yuga          | 4155 – 4156             |
| Iransk kalender      | 432 – 433               |
| Islamisk kalender    | 446 – 447               |

Konge i Danmark: Svend 2. Estridsen 1047-1074
Se også 1054 (tal)

## Begivenheder
- Det store skisma 1054 – bruddet mellem den romersk-katolske kirke og den græsk-ortodokse kirke

- Kinesiske historieskrivere beretter om en eksplosion af en supernova i stjernebilledet Tyren (7. april).

## Dødsfald
- 19. april – Pave Leo IX (født 1002)